# Avenger (banda)
Avenger es una banda británica de heavy metal formada en 1982.

## Historia
La primera formación de la banda fue con el vocalista de Blitzkrieg Brian Ross, el bajista de Axe Victim Mick Moore, el baterista Gary Young y el guitarrista Steve Bird en septiembre de 1982. La canción Hot 'N' Heavy Express, contribuyó en el álbum split One Take No Dubs en 1982. Se asocia con la Nueva ola del heavy metal británico.
El guitarrista Les Cheetham, tocó en el tour de Mantas de Venom en 1985.
La banda se reformó en el 2005. En el 2007 cambió su nombre a Avenger UK. Acordado lo que dijo Ian Swift en febrero 27: Asi nos llamamos porque en estos tiempos hay muchas bandas en Europa con el nombre Avenger. 

## Discografía

### Álbumes de estudio
- Blood Sports (1984)
- Killer Elite (1985)
- The Slaughter Never Stops (2014)

### DVD
- Metal City (1987)

### Demo
- Demo 1982 (1982)

### Álbumessplit
- One Take No Dubs (1982)

### Álbumes recopilatorios
- Blood Sports / Killer Elite (1985)
- Too Wild To Tame - The Anthology (2002)